# Encargado de enfermo o dependiente
La denominación encargado de enfermo o encargado de individuo dependiente (o expresión equivalente) designa a una persona que convive o que pertenece al entorno inmediato de un enfermo, sufriente, o individuo con pérdida de autonomía, y que se encarga del mismo en cuanto a su salud y en cuanto a sus necesidades básicas y del diario vivir. A veces también se lo designa como ayudante familiar, ayudante informal, o ayudante de familia. 

En Francia, las expresiones "aidant naturel", "aidant familial", y "aidant informel", son consideradas casi equivalentes y designando la misma situación o función, y en este concepto son recogidas y utilizadas tanto en el "Code de la santé publique" como en el "Code de l'action sociale et des familles" (en español: "Código de la salud pública" y "Código de la acción social y de familias", respectivamente).
En el marco de la asistencia, la supervisión, y los cuidados, el rol de los ayudantes o encargados en el ámbito familiar comienza a ser revalorizado. 
Es testimonio de esta tendencia el llamado en este sentido concretado en Francia en el año 2013, y respaldado por un colectivo de personalidades, entre los que se contaban la exministro Paulette Guinchard-Kunstler y el sociólogo Serge Guérin. 
Al señalar que la implicación de los ayudantes benévolos representa en lo económico el equivalente de 164.000 millones de euros anuales, a través del citado llamamiento, los firmantes solicitan apoyo de los poderes públicos, para el desarrollo de una política de prevención en salud, y para el reforzamiento de los derechos sociales de los ayudantes benévolos.

## Definición
El encargado de un discapacitado o de una persona con determinado tipo de falencias o limitaciones, puede ser un miembro de la familia (un hijo, un hermano, uno de sus progenitores, etc), pero también el cónyuge, un amigo, un vecino o vecina, o bien integrantes de un determinado grupo que se turnan, o incluso una determinada persona que el mismo individuo sufriente puede designar activa y formalmente como su encargado principal y natural. Quien pase a cumplir estas funciones no necesariamente debe ser un profesional de la salud ni debe ser considerado como tal por nadie (aun cuando pueda tener cierta formación afín completa o incompleta), pues es una persona de alguna manera ligada y relacionada con quien recibe los cuidados y la atención, a veces con lazos familiares o afectivos con el implicado, a veces por haber experimentado la misma enfermedad o el mismo conflicto que él, etc.
El encargado natural y principal, le brinda distintos servicios a la persona problematizada, le prodiga cuidados en soledad o en colaboración con ciertos profesionales de la salud, le resuelve distintas necesidades del diario vivir, le cumple trámites administrativos diversos, le coordina las visitas de médicos y técnicos sanitarios, etc. También puede tomar el rol de persona recurso, respondiendo a preguntas e interrogantes del afectado, tal como describe el modelo de Hildegard Peplau.

El encargado de enfermo o persona dependiente puede llegar a desempeñar igualmente un rol de sostén moral, colaborando con el afectado y ayudándole a sobreponerse a dolores físicos o a trances psicológicos adversos.
La empatía se ubica generalmente a similar nivel entre el encargado de la persona dependiente y el individuo doliente, ya que por efecto espejo se establece naturalmente cierto grado de afectividad, emotividad, comprensión, y acercamiento entre ambos.
Desde el punto de vista médico-legal, bajo ciertas condiciones el encargado natural puede perfectamente ser designado como persona de confianza del individuo dependiente, por ejemplo en cuanto al manejo de aceptación o rechazo de tratamientos médicos y de operaciones, especialmente en casos que el dependiente se encontrara con pérdida de conciencia, o con coma inducido, o situación similar.

## Situación jurídica
En Francia, la noción de aidant naturel es evocada en el artículo L1111-6-1 del Código de la Salud Pública :

Cita: « Une personne durablement empêchée, du fait de limitations fonctionnelles des membres supérieurs en lien avec un handicap physique, d'accomplir elle-même des gestes liés à des soins prescrits par un médecin, peut désigner, pour favoriser son autonomie, un aidant naturel ou de son choix pour les réaliser. »
Traducción de la cita : « Una persona durablemente impedida por limitaciones funcionales de los miembros superiores vinculadas con un handicap físico, para cumplir por sí misma los gestos ligados a las prescripciones médicas, puede designar, para favorecer su autonomía, a un encargado o ayudante natural (o persona de su elección) a efectos que colabore en estos menesteres. »

Cita: « La personne handicapée et les personnes désignées reçoivent préalablement, de la part d'un professionnel de santé, une éducation et un apprentissage adaptés leur permettant d'acquérir les connaissances et la capacité nécessaires à la pratique de chacun des gestes pour la personne handicapée concernée. Lorsqu'il s'agit de gestes liés à des soins infirmiers, cette éducation et cet apprentissage sont dispensés par un médecin ou un infirmier. Les conditions d'application du présent article sont définies, le cas échéant, par décret. »
Traducción de la cita : « La persona minusválida y las personas designadas como encargadas o ayudantes, pueden recibir información y capacitación de parte de un educador o un profesional de la salud, que permita un aprendizaje adaptado a la situación de que se trate (práctica de los gestos de atención más adaptados a las necesidades, ejercicios de recuperación, etc). Cuando específicamente se trate de manipulaciones o gestos ligados a cuestiones médicas o de enfermería, esta educación y aprendizaje deberá ser dispensada por un médico o por un enfermero, o en casos especiales definida por decreto. »

## Estadísticas

### En Quebec (Canadá)
- 16 % de personas entre 45 y 64 años se ocupan de un familiar o individuo próximo.[14]

- 20 % a 30 % entre ellas, son depresivos o terminan por serlo.[14]

- Ayudar a un cónyuge de edad avanzada, aumentaría a 60 % los riesgos de deceso en la persona que ayuda.[15][16]

### En Francia
- 70 % de los cónyuges y 50 % de los hijos de una persona con la enfermedad de Alzheimer,[17] se dedican a su cuidado más de 6 horas al día.[18]

- 24 % de los encargados de una persona enferma de Alzheimer, y 54 % si se trata de los hijos del enfermo, deben reacomodar sus respectivas actividades profesionales.[18]

- 20 % de los encargados naturales de una persona afectada por la enfermedad de Alzheimer, declaran diferir o renunciar a una consulta, a una hospitalización, o a un tratamiento, por falta de tiempo.[18]

- 37 % de los cónyuges de personas con un trasplante de órgano o de tejido, juzga negativamente el impacto de esa situación en actividades deportivas o de esparcimiento del paciente. Esta misma constatación es expresada por más del 61 % de los próximos de personas dializadas. Este impacto parece ser menos importante en el caso de actividades meramente sociales (22 % y 42 % respectivamente).[19]

- El cónyuge de una persona enferma de Parkinson consagra en promedio unas 8 horas por día al enfermo.[20]

- 52 % de cónyuges de personas afectadas por la enfermedad de Parkinson limitan sus salidas del domicilio sin el enfermo.[20]

- 47 % de cónyuges de enfermos parkinsonianos hacen cuarto aparte o utilizan camas separadas, 46 % de ellos recurren a algún tipo de ayuda a domicilio.[20]